# Bengay
Bengay, đánh vần là Ben-Gay trước năm 1995, là một loại thuốc xoa bóp giảm đau tại chỗ để giảm tạm thời các cơn đau cơ và khớp liên quan đến viêm khớp, vết bầm tím, đau lưng, hoạt động quá mức, bong gân và căng cơ.

## Lịch sử
Bengay được phát triển tại Pháp bởi Tiến sĩ Jules Bengué (phát âm tiếng Pháp: [ʒyl bɛ̃ɡe]) và được đưa đến Mỹ vào năm 1898. Cái tên Bengué được Anh hóa và thương mại hóa thành Ben-Gay (sau này là Bengay). Ban đầu được sản xuất bởi Pfizer Consumer Healthcare, sau đó Johnson & Johnson mua lại. Sản phẩm được khuyến cáo sử dụng cho người lớn và trẻ em từ 12 tuổi trở lên, và không quá 3 đến 4 lần mỗi ngày. Nhà sản xuất khuyến cáo bảo quản trong khoảng 20 và 25 °C (68 và 77 °F).
Theo một nghiên cứu được xuất bản bởi MIT Technology Review, cơ chế chính xác về hiệu quả của Bengay vẫn chưa được biết đến. Tuy nhiên, bằng chứng chỉ ra rằng nó kích hoạt một tế bào thần kinh có tên là TRPM8, tế bào thần kinh này giữ cho các tín hiệu đau nhỏ trong não liên lạc với cột sống.

## Nguy hiểm
Bengay và các sản phẩm tương tự như Flexall, Mentholatum, Capsaicin và Icy Hot, có nhiều thành phần khác nhau chứa menthol, methyl salicylate và capsaicin và có khả năng gây bỏng hóa học cấp độ 1 đến độ 3. Một số người đã phải nhập viện do bị bỏng.
Methyl salicylate có thể gây độc khi sử dụng liều lượng lớn so với khuyến cáo, rất hiếm khi xảy ra.
Vào tháng 10 năm 2007 tại Hoa Kỳ, một vận động viên đã sử dụng quá liều và tử vong do tiếp xúc quá nhiều với methyl salicylate.

## Thành phần hoạt tính
Các thành phần hoạt tính khác nhau tùy theo phiên bản sản phẩm, bao gồm:
- Bengay: Original – 18.3% methyl salicylate và 16% menthol.[8]
- Bengay: Muscle Pain/Ultra Strength – 30% methyl salicylate, 10% menthol, và 4% camphor.[8]
- Bengay: Ice Extra Strength – 10% menthol.
- Bengay: Muscle Pain/No Odor – 15% triethanolamine salicylate.
- Bengay: Arthritis Extra Strength – 30% methyl salicylate và 8% menthol.[8]

## Công dụng khác
Bengay có thể được sử dụng để gỡ kẹo cao su bị dính khỏi quần áo, vì methyl salicylate có vai trò làm lỏng và khuếch tán phần gốc của kẹo cao su.